# The Onyx Hotel Tour
The Onyx Hotel Tour là chuyến lưu diễn hòa nhạc của ca sĩ nhạc pop người Mỹ Britney Spears để quảng bá cho album phòng thu thứ tư của cô, album In The Zone.
Tour diễn được công bố trong tháng 12 năm 2003. Tên ban đầu của nó là Tour Zone nhưng Spears bị kiện vì vi phạm thương hiệu và bị cấm sử dụng tên. Spears cảm thấy cảm hứng để tạo ra tour diễn với chủ đề khách sạn Onyx. Các giai đoạn trong tour diễn được lấy cảm hứng từ vở nhạc kịch Broadway, ít phức tạp hơn so với các tour trước đây của cô. Các bài hát trong tour chủ yếu lấy từ album In The Zone và một số bài hát của các album trước được phối lại theo phong cách Jazz, Hip Hop.
Tour được chia thành bảy phân đoạn: Check-In, Mystic Lounge, Mystic Garden, The Onyx Zone, Security Cameras, Club và The encore. Tour diễn đã nhận được các đánh giá trái chiều từ các nhà phê bình đương đại, ca ngợi nó là một chương trình giải trí trong khi chỉ trích nó [như] một màn trình diễn hơn là một buổi hòa nhạc thực tế".
The Onyx Hotel Tour là tour thành công về mặt thương mại, với tổng doanh thu 34 triệu USD. Trong tháng ba, Spears bị chấn thương đầu gối trên sân khấu mà buộc cô phải sắp xếp lại hai tour. Trong tháng sáu, Spears đã ngã và làm tổn thương đầu gối của mình một lần nữa trong quá trình quay MV Outrageous. Cô trải qua phẫu thuật nội soi và phần còn lại của tour diễn đã bị hủy bỏ.

## Bối cảnh
Ngày 2 tháng 12 năm 2003, Spears đã thông báo qua trang web chính thức của cô rằng sẽ có tour diễn để quảng bá cho album phòng thu thứ tư của cô, In The Zone (2003). Tour diễn sẽ bắt đầu vào ngày 02 tháng 3 tại San Diego, California, tại Trung tâm iPayOne. Tuy nhiên, Spears phát hành một tuyên bố nói rằng, "Tôi đặc biệt mong muốn được đưa tour của mình đến các thị trường mới và biểu diễn trước những người hâm mộ chưa có cơ hội để xem bất kỳ các tour diễn trước đây của tôi."
Ngày 12 tháng 1, năm 2004, bốn buỗi diễn được công bố ở Glasgow, Manchester, London và Birmingham, cũng là tour diễn đầu tiên của Britney đến Anh. Sau sự khởi đầu tại Bắc Mỹ, Britney Spears công bố một show mùa hè ở Hoa Kỳ vào tháng Sáu. Và tour châu Âu bắt đầu từ ngày 27 tháng 4 ở London và kết thúc vào ngày 05 tháng 6 tại Rock in Rio Lisboa. The Onyx Hotel Tour ban đầu gọi là In The Zone Tour. Ngày 17 tháng 2 năm 2004,nhà sản xuất quần áo cùng tên đã kiện Spears với 10.000.000 $ và cấm cô từ việc sử dụng nhãn hiệu hàng hoá của mình. Ngày 17 tháng 5 năm 2004, 1 khách sạn có tên Onyx mở cửa ở Boston,. Massachusetts. Spears và nhóm Kimpton đã quyết định lấy tên khách sạn để làm tên cho tour. khách sạn có một phòng tên là The Britney Spears Foundation Room. Nó được thiết kế bởi mẹ của Spears, Lynne, phản ánh tính cách Spears.